# Перальта, Орибе
Ори́бе Пера́льта Моронес (исп. Oribe Peralta Morones; род. 12 января 1984[…], Торреон, Коауила) — мексиканский футболист, нападающий. Выступал за сборную Мексики. Олимпийский чемпион 2012 года, чемпион Панамериканских игр 2011 года. Участник чемпионатов мира 2014 и 2018 годов. Участник Олимпийских игр 2016 года в Рио-де-Жанейро.

## Клубная карьера

### «Монаркас Морелия» и «Леон»
Перальта является выпускником молодёжной академии «Морелии». Тренер команды Рубен Романо был инициатором перевода Орибе в основной состав команды. 22 февраля 2003 года Перальта дебютировал в мексиканской Премьере в матче против «Америки», проигранном 1:2. В конце Клаусуры 2003 он появился на поле второй раз в матче против «Крус Асуля» (1:1). На протяжении сезона Перальта боролся за место в основе, но так и не смог закрепиться в команде и принял решение о переходе в «Леон».
Орибе перебрался в «Леон», выступавший во втором дивизионе Мексики, за игровой практикой. Он быстро стал игроком основного состава и закончил сезон с 10 мячами в 33 матчах, что являлось лучшим результатом в команде.

### «Монтеррей» и аренда в «Гвадалахару»
Перед Апертурой 2004 Перальта вернулся в мексиканскую Примеру, заключив соглашение с «Монтерреем». Орибе стал одним из первых игроков, которого подписал новый тренер «полосатых» Мигель Эррера. Перальта дебютировал в новом клубе в матче против «Тигрес», проигранном с крупным счётом 6:2, но уже во втором матче он забил свой первый гол за новый клуб, «Монтеррей» победил «Крус Асуль» 3:0. Свой первый сезон в стане «полосатых» Орибе закончил, имея в активе 5 голов в 22 матчах. На протяжении двух сезонов Перальта дважды становился вице-чемпионом страны (Апертура 2004 и Апертура 2005). Его удачные выступления на клубном уровне позволили получить первое приглашение в сборную страны. В 2005 году Перальта отправился в аренду на несколько месяцев в «Гвадалахару» для помощи команде в Кубке Либертадорес. Он сыграл несколько матчей, но не забил ни разу и отправился обратно в «Монтеррей».

### «Сантос Лагуна» и аренда в «Чьяпас»
Летом 2006 года Перальта принял предложение команды из своего родного города Торреон, «Сантос Лагуны». В первых сезонах Орибе не являлся игроком основного состава, сыграв лишь в трёх матча в основе из 17 в Клаусуре 2008. В январе 2009 года нападающий отправился за игровой практикой в аренду в «Чьяпас». В Апертуре и Клаусуре сезона 2009 он сыграл 35 матчей и забил 12 голов. После возвращения в «Сантос» 26-летний нападающий воссоединился со своим бывшим тренером из «Морелии» Рубеном Омаром. В начале сезона Перальта показывал качественную игру, но с возвращением из «Бирмингем Сити» эквадорца Кристиана Бенитеса потерял статус основного нападающего.
Сезон 2011/12 Орибе начал ударно, отличившись хет-триком в матче первого тура против «Пачуки» (4:1). В следующих турах Перальта также неизменно забивал, чем заслужил приглашение в сборную на товарищеский матч против США. После возвращения из сборной он забил в трёх турах подряд и получил приглашение в молодёжную сборную для участия в Панамериканских играх. После турнира у Орибе наступила голевая засуха, он не забивал на протяжении шести матчей. Зато в матче против «Сан-Луиса» нападающий сделал «покер», игра завершилась со счётом 5:2. В финальной части чемпионата он забил шесть голов и помог своей команде завоевать чемпионский титул. Также Перальта отличился в заключительной игре первенства против «Монтеррея» (2:1). «Сантос Лагуна» принял участие в розыгрыше Лиги чемпионов КОНКАКАФ 2011/12. С семью мячами Перальта стал лучшим бомбардиром турнира и помог своей команде добраться до финала. Все мячи нападающий забил с игры. В общей сложности за полный сезон 2011/12 Орибе забил 43 мяча во всех соревнованиях.
Первый гол в сезоне 2012/13 Орибе забил в матче 7-го тура против УАНЛ Тигрес (3:1). 1 октября 2012 в матче против «Атланте» Орибе забил третий гол своей команды и помог ей добиться победы 3:1. 21 октября «Толука» дома крупно обыграла «Сантос Лагуну» 4:1, единственный гол за «зелено-белых» забил Перальта. В следующем туре против «Монтеррея» Орибе забилт 5-й гол в сезоне, но это не помогло «Сантосу», команда потерпела поражение 3:2. За «Сантос» Преальта выступал на протяжении восьми сезонов и забил 79 голов в 218 поединках MX Лиги.

### «Америка» Мехико
В мае 2014 года был анонсирован переход Перальта в столичную «Америку». Сумма трансфера в 10 млн долларов стала рекордной для мексиканского чемпионата, а годовой оклад Орибе составил 2,5 млн долларов. 20 июля в матче против «Леона» он дебютировал за столичную команду. 3 августа в поединке против «Пуэблы» Перальта забил свой первый гол за «Америку». Перальта забил в обоих матчах финала против канадского «Монреаль Импакт» и помог «Америке» впервые в истории выиграть Лигу чемпионов КОНКАКАФ. Он также вместе с одноклубником Дарио Бенедетто стал лучшим бомбардиром турнира. В декабре Перальта помог «Америке» занять пятое место на клубном чемпионате мира. 13 декабря в матче против китайского «Гуанчжоу Эвергранд» он забил гол. В матчах 1/4 Лиги чемпионов КОНКАКАФ против американского «Сиэтл Саундерс» он забил по голу и помог «Америке» выйти в полуфинал. В 2016 году Орибе во второй раз подряд стал победителем Лиги чемпионов КОНКАКАФ.

## Карьера в сборной
Перальта был включен в расширенный список кандидатов на поездку в Германию на чемпионат мира 2006 года, но в финальную заявку он так и не попал. Свой первый гол за сборную Мексики Орибе забил в товарищеском матче против принципиального соперника, сборной США, победить в той встрече «ацтекам» не позволил Робби Роджерс, сравняв счет.
В 2011 году Перальта попал в заявку сборной на поездку в Аргентину на Кубок Америки. Он был запасным и на поле так и не вышел. В том же году Перальта отправился на Панамериканские игры в составе молодёжной сборной Мексики. На турнире он сыграл в матчах против команд Эквадора, Тринидада и Тобаго, Уругвая, Коста-Рики и Аргентины. В поединке против уругвайцев Хесус забил гол. На групповой стадии Орибе забил всем соперникам. В финал соревнований Мексику Перальта вывел практически в одиночку, забив в полуфинале костариканцам. В решающем поединке была повержена были повержены аргентинцы. Орибе стал лучшим бомбардиром турнира, забив шесть голов в пяти матчах. Перальта был включен в заявку сборной на поездку на Олимпийские игры в Лондон как один из трёх игроков старше 23 лет. В первом матче против сборной Южной Кореи, Орибе вышел в основном составе и был заменен во втором тайме на Джовани дос Сантоса. Следующую игру против сборной Габона он провел полностью, а в заключительном матче группового этапа против сборной Швейцарии, забил единственный мяч во встрече, что позволило мексиканцам занять первое место в группе. В четвертьфинале против сборной Сенегала, Перальта провел на поле весь матч и был заменен в дополнительное время на Рауля Хименеса. В полуфинале против сборной Японии, Орибе при счете 1:1 забил очень важный мяч, который в итоге стал переломным. В финальном матче против сборной Бразилии Орибе открыл счёт уже на первой минуте, а во втором тайме оформил дубль и помог сборной Мексики выиграть Олимпийские игры.
7 сентября 2012 года после полугодового перерыва Перальту вызвали в сборную Мексики на матч отборочного цикла чемпионата мира 2014 года против сборной Коста-Рики, где он отыграл все 90 минут, а его команда победила 2-0. 13 октября в поединке отборочного раунда чемпионата мира 2014 против сборной Гайаны Орибе забивает гол и отдает голевую передачу Анхелю Рейне, чем помогает своей сборной одержать крупную победу 5:0. 17 октября в следующем матче квалификации против сборной Сальвадора Орибе вновь забивает гол и приносит своей команде победу 2:0. В двух стыковых матчах за выход на чемпионат мира 2014 года Перальта забил 5 мячей в ворота сборной Новой Зеландии и обеспечил мексиканцам выход в финальную стадию мирового первенства. В мае 2014 года Перальта попал в заявку сборной на поездку в Бразилию на мировое первенство. В первом матче против сборной Камеруна Орибе забил победный гол, добив мяч в ворота после того, как Шарль Итанж парировал удар Джовани дос Сантоса. Во второй встрече против хозяев турнира сборной Бразилии, Перальта также отыграл до середины второго тайма и запомнился большим объёмом проделанной работы. В третьем матче группового этапа против команды Хорватии Орибе отметился голевой передачей на Андреаса Гуардадо. В проигранном матче 1/8 финала против сборной Нидерландов Перальта выполнил большой объём работы и был заменён во втором тайме.
В 2015 году Перальта стал обладателем Золотого кубка КОНКАКАФ. На турнире он сыграл в матчах против сборных Кубы, Гватемалы, Тринидада и Тобаго, Коста-Рики, Панамы и Ямайки. В поединке против кубинцев Орибе сделал хет-трик, а также забил ещё один мяч в финале против ямайцев. В 2016 году Перальта во второй раз принял участие в Кубке Америки в США. На турнире он сыграл в матчах против команд Ямайки и Венесуэлы. В поединке против ямайцев Орибе забил гол. На игры в Рио-де-Жанейро Перальта поехал в статусе действующего олимпийского чемпиона, одного из лучших бомбардиров команды, а также её капитана. В первом матче групповой стадии против команды Германии Орибе забил гол, замкнув подачу с углового Майкла Переса. Во втором поединке против фиджийцев он трижды ассистировал партнёрам по команде Карлосу Сальседо и Эрику Гутьерресу. В третьем матче Орибе участие не принял, по итогам групповой стадии мексиканцы покинули турнир.
В 2017 году Перальта принял участие в Кубке конфедераций в России. В первом матче против сборной Португалии вышел на поле во втором тайме, заменив Рауля Хименеса. На второй поединок против команды Новой Зеландии, тренер выставил дублёров и Орибе попал в стартовый состав. Во втором тайме с передачи Хавьера Акино, Перальта забил победный гол. В матче за третье место против португальцев он также вышел в основе, но был заменён во втором тайме. В 2018 году Перальта попал в заявку на участие в своём втором чемпионате мира, проходившем в России. На турнире он сыграл в матче против сборной Швеции. После вылета национальной команды в 1/8 от сборной Бразилии, Орибе завершил выступления за сборную Мексики.

### Голы за сборную Мексики (до 23)
| #   | Дата            | Место                              | Противник         | Счёт | Результат | Соревнование          |
| --- | --------------- | ---------------------------------- | ----------------- | ---- | --------- | --------------------- |
| 01. | 19 октября 2011 | Эстадио Омнилайф, Сапопан, Мексика | Эквадор           | 1:1  | 2:1       | Панамериканские игры  |
| 02. | 21 октября 2011 | Эстадио Омнилайф, Сапопан, Мексика | Тринидад и Тобаго | 1:1  | 1:1       | Панамериканские игры  |
| 03. | 23 октября 2011 | Эстадио Омнилайф, Сапопан, Мексика | Уругвай           | 5:2  | 5:2       | Панамериканские игры  |
| 04. | 26 октября 2011 | Эстадио Омнилайф, Сапопан, Мексика | Коста-Рика        | 1:0  | 3:0       | Панамериканские игры  |
| 05. | 26 октября 2011 | Эстадио Омнилайф, Сапопан, Мексика | Коста-Рика        | 2:0  | 3:0       | Панамериканские игры  |
| 06. | 26 октября 2011 | Эстадио Омнилайф, Сапопан, Мексика | Коста-Рика        | 3:0  | 3:0       | Панамериканские игры  |
| 07. | 1 августа 2012  | Миллениум, Кардифф, Уэльс          | Швейцария         | 1:0  | 1:0       | Олимпийские игры 2012 |
| 08. | 7 августа 2012  | Уэмбли, Лондон, Англия             | Япония            | 2:1  | 3:1       | Олимпийские игры 2012 |
| 09. | 11 августа 2012 | Уэмбли, Лондон, Англия             | Бразилия          | 1:0  | 2:1       | Олимпийские игры 2012 |
| 10. | 11 августа 2012 | Уэмбли, Лондон, Англия             | Бразилия          | 2:0  | 2:1       | Олимпийские игры 2012 |
| 11. | 4 августа 2016  | Фонте-Нова, Салвадор, Бразилия     | Германия          | 1:0  | 2:2       | Олимпийские игры 2016 |

### Голы Перальты за сборную Мексики
| #   | Дата            | Место                                            | Противник        | Счёт | Результат | Соревнование                     |
| --- | --------------- | ------------------------------------------------ | ---------------- | ---- | --------- | -------------------------------- |
| 01. | 10 августа 2011 | Линкольн Файненшел Филд, Филадельфия, США        | США              | 1:0  | 1:1       | Товарищеский матч                |
| 02. | 25 января 2012  | Релайант, Хьюстон, США                           | Венесуэла        | 3:1  | 3:1       | Товарищеский матч                |
| 03. | 12 октября 2012 | Би-би-ви-эй Компасс Стэдиум, Хьюстон, США        | Гайана           | 0:2  | 0:5       | Отборочные матчи ЧМ 2014         |
| 04. | 16 октября 2012 | Эстадио Корона, Торреон, Мексика                 | Сальвадор        | 1:0  | 2:0       | Отборочные матчи ЧМ 2014         |
| 05. | 14 августа 2013 | МетЛайф, Ист-Ратерфорд, США                      | Кот-д’Ивуар      | 2:0  | 4:1       | Товарищеский матч                |
| 06. | 14 августа 2013 | МетЛайф, Ист-Ратерфорд, США                      | Кот-д’Ивуар      | 3:0  | 4:1       | Товарищеский матч                |
| 07. | 6 сентября 2013 | Ацтека, Мехико, Мексика                          | Гондурас         | 1:0  | 1:2       | Отборочные матчи ЧМ 2014         |
| 08. | 11 октября 2013 | Ацтека, Мехико, Мексика                          | Панама           | 1:0  | 2:1       | Отборочные матчи ЧМ 2014         |
| 09. | 16 октября 2013 | Национальный стадион, Сан-Хосе, Коста-Рика       | Коста-Рика       | 1:1  | 2:1       | Отборочные матчи ЧМ 2014         |
| 10. | 30 октября 2013 | Куальком, Сан-Диего, США                         | Финляндия        | 3:1  | 4:2       | Товарищеский матч                |
| 11. | 14 ноября 2013  | Ацтека, Мехико, Мексика                          | Новая Зеландия   | 3:0  | 5:1       | Отборочные матчи ЧМ 2014         |
| 12. | 14 ноября 2013  | Ацтека, Мехико, Мексика                          | Новая Зеландия   | 4:0  | 5:1       | Отборочные матчи ЧМ 2014         |
| 13. | 20 ноября 2013  | Уэстпак Стэдиум, Веллингтон, Новая Зеландия      | Новая Зеландия   | 0:1  | 2:4       | Отборочные матчи ЧМ 2014         |
| 14. | 20 ноября 2013  | Уэстпак Стэдиум, Веллингтон, Новая Зеландия      | Новая Зеландия   | 0:2  | 2:4       | Отборочные матчи ЧМ 2014         |
| 15. | 20 ноября 2013  | Уэстпак Стэдиум, Веллингтон, Новая Зеландия      | Новая Зеландия   | 0:3  | 2:4       | Отборочные матчи ЧМ 2014         |
| 16. | 29 января 2014  | Аламодом, Сан-Антонио, США                       | Республика Корея | 1:0  | 4:0       | Товарищеский матч                |
| 17. | 13 июня 2014    | Арена дас Дунас, Натал, Бразилия                 | Камерун          | 1:0  | 1:0       | Чемпионат мира по футболу 2014   |
| 18. | 9 июля 2015     | Солджер Филд, Чикаго, США                        | Куба             | 1:0  | 6:0       | Золотой кубок КОНКАКАФ 2015      |
| 19. | 9 июля 2015     | Солджер Филд, Чикаго, США                        | Куба             | 3:0  | 6:0       | Золотой кубок КОНКАКАФ 2015      |
| 20. | 9 июля 2015     | Солджер Филд, Чикаго, США                        | Куба             | 5:0  | 6:0       | Золотой кубок КОНКАКАФ 2015      |
| 21. | 9 июля 2015     | Линкольн Файненшел Филд, Филадельфия, США        | Ямайка           | 3:0  | 3:1       | Золотой кубок КОНКАКАФ 2015      |
| 22. | 11 октября 2015 | Роуз-боул, Пасадина, США                         | США              | 1:2  | 2:3       | Кубок конфедераций плей-офф 2017 |
| 23. | 10 июня 2016    | Роуз-боул, Пасадина, США                         | Ямайка           | 2:0  | 2:0       | Кубок Америки 2016               |
| 24. | 12 октября 2016 | Тойота Парк, Чикаго, США                         | Панама           | 0:1  | 0:1       | Товарищеский матч                |
| 25. | 21 июня 2017    | Фишт, Сочи, Россия                               | Новая Зеландия   | 2:1  | 2:1       | Кубок конфедераций 2017          |
| 26. | 10 октября 2017 | Олимпико Метрополитано, Сан-Педро-Сула, Гондурас | Гондурас         | 0:1  | 3:2       | Чемпионат мира 2018 квалификация |

## Интересные факты
Прозван El Cepillo («Щётка»), за свою короткую стрижку «ёжиком». Младший брат Орибе, Обед Перальта — мексиканский боксер, который ранее тоже играл в футбол в клубе второго дивизиона чемпионата Мексики, «Тихуана».

## Достижения

### Командные
«Леон»
- Чемпион Мексики: Клаусура 2004

«Сантос Лагуна»
- Чемпион Мексики: Клаусура 2008
- Чемпион Мексики: Клаусура 2012

«Америка»
- Чемпион Мексики: Апертура 2014
- Обладатель Кубка чемпионов КОНКАКАФ: 2014/15
- Обладатель Кубка чемпионов КОНКАКАФ: 2015/16

Сборная Мексики
- Победитель Панамериканских игр: 2011
- Победитель Олимпийских игр: 2012
- Обладатель Золотого кубка КОНКАКАФ: 2015

### Личные
- Лучший бомбардир Панамериканских игр: 2011
- Лучший бомбардир турнира — Апертура 2011
- Лучший бомбардир турнира — Клаусура 2012
- Лучший футболист турнира — Клаусура 2012
- Лучший бомбардир Лиги чемпионов КОНКАКАФ (7 мячей): 2011/2012
- Лучший бомбардир Лиги чемпионов КОНКАКАФ (7 мячей): 2014/2015